# Archipiélago de Nanpeng
El archipiélago de Nanpeng o también islas Nanpeng (chino simplificado 南澎列岛; chino tradicional 南澎列島; pinyin: Nánpēng Lièdǎo) es un conjunto de seis pequeñas islas ubicadas en el norte del Mar de China Meridional, administradas por el condado de Nan'ao, en Shantou, provincia de Cantón, en la República Popular de China. Tienen una extensión conjunta de 0,907 km2 y una elevación máxima de 68,8 m. Los extranjeros las conocían antes como las islas de Lamock. Las islas Nanpeng son seis: la isla Nanpeng, que da nombre al archipiélago, la isla Zhongpeng, la isla Dingpeng (también conocida como isla Dongpeng o isla Yazaiyu), la isla Qinpeng, la isla Chizaiyu y la isla Qiweiyu. Las islas Nanpeng indican el límite territorial de las aguas pertenecientes a China en el mar de la China.
Ningún residente vive en las Islas Nanpeng, excepto la guarnición del Ejército Popular de Liberación. Se convirtió en una Reserva natural ecológica marina nacional en 2012, y en un sitio Ramsar en 2015. 

## Islas
| Nombre                  | Área [km 2 ] | punto más alto [m] | Coordenadas | Ref.  |
| ----------------------- | ------------ | ------------------ | ----------- | ----- |
| Isla Nanpeng (南澎岛)   | 0,362        | 68,8               |             | [ 6 ] |
| Isla Zhongpeng (中澎岛) | 0,4          | 50,5               |             | [ 6 ] |
| Isla Dingpeng (顶澎岛)  | 0,1          | 34,5               |             | [ 6 ] |
| Isla Qinpeng (芹澎岛)   | 0,012        | 9,2                |             | [ 6 ] |
| Isla Chizaiyu (赤仔屿)  | 0,019        | 20                 |             | [ 6 ] |
| Isla Qiweiyu (旗尾屿 )  | 0,008        | 2,4                |             | [ 6 ] |

## Puntos de referencia
- Pozo Guoxing (Pozo Koxin, simplified Chinese): excavado por Zheng Chenggong (Koxinga) en 1659 en la isla de Zhongpeng.[7]
- Faro de Nanpeng: un faro de 22,8 metros de altura en la parte superior de la isla de Nanpeng.[8]

## Batalla del archipiélago de Nanpeng
Entre el 20 de septiembre y el 20 de octubre de 1952 tuvo lugar en este lugar la batalla del archipiélago de Nanpeng, en la costa cantonesa. En la isla de Nanpeng, la mayor, había entonces una comunidad pesquera de 400 habitantes. La isla cayó en manos de los comunistas durante la guerra civil china, cuando acabó en 1949, aunque nadie había intervenido en el archipiélago. Sin embargo, las escaramuzas con los nacionalistas continuaron en los años 1950, y en 1952, los nacionalistas decidieron utilizar Nanpeng como trampolín para acceder a la costa china. Una patrulla acabó con la escasa defensa de la isla en septiembre de 1952, lo que llevó al contraataque comunista en octubre de ese mismo año, reconquistando las islas.

## Sitio Ramsar
Las islas, situadas en la sección septentrional del Mar de la China Meridional, y su entorno se han catalogado como sitio Ramsar, con el nombre de archipiélago de Guandong Nanpeng. Este abarca cuatro de las islas y áreas marinas con una extensión de 356,8 km2. El sitio Ramsar, número 2249, se creó en 2019 en las coordenadas 23°16′N 117°15′E. Comprende diversos ecosistemas y hábitats como afloramientos, costas rocosas, arrecifes de coral y zonas de algas. El sitio se halla en la interface entre las aguas poco profundas de la costa y las aguas más profundas del mar, y en la confluencia de dos zonas de afloramiento. La profundidad media es de 1 a 1,5 metros, pero la mayor profundidad de las aguas oceánicas en la periferia le dan un carácter especial.
El sitio alberga un amplio espectro de especies marinas raras y en peligro, como el tiburón peregrino, el tiburón ballena y el caballito de mar Hippocampus kelloggi. Entre las aves figuran la garceta china, el rabihorcado de la Christmas y el albatros de cola corta. Las islas son una importante área de puesta para las cinco especies amenazadas de tortuga y juegan un importante papel en la conservación de la biodiversidad de la región.